# Andrea Barzagli
Andrea Barzagli (Fiesole, Florencia, Italia, 8 de mayo de 1981) es un exfutbolista italiano. Jugaba de defensa y su último equipo fue la Juventus F. C. de la Serie A de Italia.

## Selección nacional
Ha sido internacional con la selección de fútbol de Italia en 73 ocasiones. Debutó el 17 de noviembre de 2004, en un encuentro amistoso ante la selección de Finlandia que finalizó con marcador de 1-0 a favor de los italianos. Barzagli fue uno de los jugadores que ganó la Copa Mundial de Fútbol de 2006 con Italia en Alemania.
Cuatro años después, pese a ganar la Bundesliga con el Wolfsburgo, no fue seleccionado por Marcelo Lippi para el torneo en Sudáfrica. El 13 de mayo de 2014 el entrenador de la selección italiana, Cesare Prandelli, lo incluyó en la nómina preliminar de 30 jugadores convocados para la Copa Mundial de Fútbol de 2014. Fue confirmado en la lista definitiva de 23 jugadores el 1 de junio.

### Participaciones en Copas del Mundo
| Mundial              | Sede     | Resultado    |
| -------------------- | -------- | ------------ |
| Copa Mundial de 2006 | Alemania | Campeón      |
| Copa Mundial de 2014 | Brasil   | Primera fase |

### Participaciones en Eurocopas
| Eurocopa                | Sede              | Resultado        |
| ----------------------- | ----------------- | ---------------- |
| Eurocopa Sub-21 de 2004 | Alemania          | Campeón          |
| Eurocopa 2008           | Austria y Suiza   | Cuartos de final |
| Eurocopa 2012           | Polonia y Ucrania | Subcampeón       |
| Eurocopa 2016           | Francia           | Cuartos de final |

### Participaciones en Copas FIFA Confederaciones
| Copa                      | Sede   | Resultado     |
| ------------------------- | ------ | ------------- |
| Copa Confederaciones 2013 | Brasil | Tercer puesto |

## Clubes
| Club                | País     | Año       |
| ------------------- | -------- | --------- |
| Rondinella Calcio   | Italia   | 1998-2000 |
| A. C. Pistoiese     | Italia   | 2000-2001 |
| Rondinella Calcio   | Italia   | 2001      |
| Piacenza Calcio     | Italia   | 2001      |
| Ascoli Calcio       | Italia   | 2001-2003 |
| A. C. ChievoVerona  | Italia   | 2003-2004 |
| U. S. Palermo       | Italia   | 2004-2008 |
| V. f. L. Wolfsburgo | Alemania | 2008-2011 |
| Juventus F. C.      | Italia   | 2011-2019 |

## Palmarés

### Campeonatos nacionales
| Título                  | Club                | País     | Año     |
| ----------------------- | ------------------- | -------- | ------- |
| Serie D                 | Rondinella Calcio   | Italia   | 1998-99 |
| Serie C1                | Ascoli Calcio       | Italia   | 2001-02 |
| Supercopa de la Serie C | Ascoli Calcio       | Italia   | 2002    |
| 1. Bundesliga           | V. f. L. Wolfsburgo | Alemania | 2008-09 |
| Serie A                 | Juventus F. C.      | Italia   | 2011-12 |
| Supercopa de Italia     | Juventus F. C.      | Italia   | 2012    |
| Serie A                 | Juventus F. C.      | Italia   | 2012-13 |
| Supercopa de Italia     | Juventus F. C.      | Italia   | 2013    |
| Serie A                 | Juventus F. C.      | Italia   | 2013-14 |
| Serie A                 | Juventus F. C.      | Italia   | 2014-15 |
| Copa Italia             | Juventus F. C.      | Italia   | 2014-15 |
| Supercopa de Italia     | Juventus F. C.      | Italia   | 2015    |
| Serie A                 | Juventus F. C.      | Italia   | 2015-16 |
| Copa Italia             | Juventus F. C.      | Italia   | 2015-16 |
| Copa Italia             | Juventus F. C.      | Italia   | 2016-17 |
| Serie A                 | Juventus F. C.      | Italia   | 2016-17 |
| Copa Italia             | Juventus F. C.      | Italia   | 2017-18 |
| Serie A                 | Juventus F. C.      | Italia   | 2017-18 |
| Supercopa de Italia     | Juventus F. C.      | Italia   | 2018    |
| Serie A                 | Juventus F. C.      | Italia   | 2018-19 |

### Copas internacionales
| Título                 | Equipo              | Sede     | Año  |
| ---------------------- | ------------------- | -------- | ---- |
| Eurocopa Sub-21        | Selección de Italia | Alemania | 2004 |
| Copa Mundial de Fútbol | Selección de Italia | Alemania | 2006 |

### Distinciones individuales
| Distinción                                              | Año  |
| ------------------------------------------------------- | ---- |
| Equipo del Año en la Serie A.                           | 2012 |
| Equipo del Año en la Serie A.                           | 2013 |
| Equipo del Año en la Serie A.                           | 2014 |
| Equipo del Año en la Serie A.                           | 2016 |
| Premio Nacional a la Carrera Ejemplar «Gaetano Scirea». | 2017 |

## Condecoraciones
| Condecoración                                             | Año  |
| --------------------------------------------------------- | ---- |
| Caballero de la Orden al Mérito de la República Italiana. | 2004 |
| Collar de Oro al Mérito Deportivo.                        | 2006 |
| Oficial de la Orden al Mérito de la República Italiana.   | 2006 |